# Domenico
Domenico  è un nome proprio di persona italiano maschile.

## Varianti
- Maschili: Dominico
  - Alterati: Domenichino, Domenicuccio[2]
  - Ipocoristici: Mimmo, Menico[2], Micuccio[2], Mico[2]
- Femminili: Domenica
  - Ipocoristici: Mimma

### Varianti in altre lingue
- Albanese: Dominik
- Aragonese: Domingo
- Asturiano: Domingu
- Basco: Txomin[1]
- Bielorusso: Дамінік (Daminik)
- Bosniaco: Dominik
- Bulgaro: Доминик (Dominik)
- Catalano: Domènec
- Ceco: Dominik[1]
- Croato: Dominik[1]
  - Ipocoristici: Dinko[1]
- Danese: Dominik, Dominikus
- Esperanto: Dominiko
- Estone: Dominik
- Finlandese: Dominicus
- Francese: Dominique[1]
- Friulano: Domèni, Domìni[3]
  - Ipocoristici: Meni, Mini
- Greco moderno: Δομήνικος (Domīnikos)
- Inglese: Dominic[1], Domenic[1], Dominick[1]
  - Ipocoristici: Dom[1], Nic[1]
- Irlandese: Damhnaic, Damhlaic, Doiminic
- Islandese: Dóminik
- Latino: Dominicus[1]
- Lettone: Dominiks
- Ligure: Domenego, Menego[4]
  - Ipocoristici: Meneghin
- Lituano: Dominykas[1]
- Maltese: Duminku
- Norvegese: Dominik, Dominikus
- Olandese: Dominicus[1]
- Polacco: Dominik[1]
- Portoghese: Domingos[1]
- Rumeno: Dominic
- Russo: Доминик (Dominik)
- Sardo: Dominigu
- Serbo: Доминик (Dominik)
- Serbo-Croato: Dominik
- Siciliano: Domencu **Ipocoristici: Mimmu / Minicu
- Slovacco: Dominik[1]
- Sloveno: Domen[1], Dominik[1]
- Spagnolo: Domingo[1], Domínico
- Svedese: Dominik
- Swahili: Dominiko
- Tedesco: Dominik[1]
- Ucraino: Домінік (Dominik)
- Ungherese: Dominik[1], Domonkos[1]
- Veneto: Doménego
  - Ipocoristici: Ménego

## Origine e diffusione
Deriva dal tardo latino Dominicus, basato sull'aggettivo dominicus che significa "del padrone", e in senso particolare "del Signore" (in ultimo dal sostantivo Dominus, "padrone", "Signore"). Venne usato sin dal IV secolo col significato cristiano di "consacrato al Signore", sul modello del greco κύριος (Kyrios) (da cui i nomi Cirillo e Ciriaco) anche se successivamente il suo uso si ampliò ed andò ad interessare i bambini nati il giorno di domenica (ovvero il giorno consacrato al Signore); tuttora il nome è usato perlopiù dai cattolici, anche in forza del culto di diversi santi, tra cui san Domenico di Guzman, fondatore dell'ordine dei Domenicani, san Domenico di Sora e san Domenico di Brescia.
In Italia il nome è largamente diffuso, soprattutto al sud. Si stima che nel XX secolo sia stato il 13° in ordine di popolarità.
Da Domenegh, la variante lombarda del nome, e dalla sua abbreviazione Menegh, deriva il diminutivo Meneghin, che in italiano è traducibile come Meneghino, ovvero il nome della maschera popolare milanese. Col tempo, l'aggettivo meneghino è entrato nell'uso comune e serve ad indicare tutto ciò che riguarda la metropoli lombarda, persino il dialetto locale. 
L'uso nella lingua inglese cominciò verso il XIII secolo, in onore di san Domenico. La forma francese Dominique è usata anche al femminile.

## Onomastico

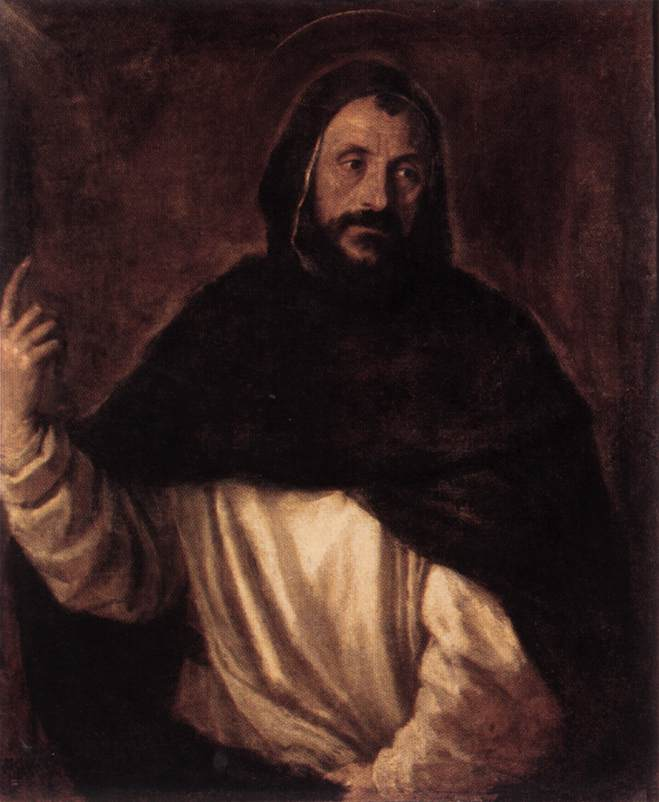
San Domenico di Guzmán

L'onomastico può essere festeggiato in memoria di numerosi santi e beati, fra cui:
- 22 gennaio, san Domenico di Sora, abate benedettino che fondò alcuni monasteri in Abruzzo e nel Lazio[6]
- 25 febbraio, beato Domenico Lentini, sacerdote
- 8 aprile, beato Domenico del Santissimo Sacramento, trinitario
- 26 aprile, beato Domenico, domenicano di Besiáns
- 6 maggio, san Domenico Savio[6]
- 25 giugno, san Domenico Henares, vescovo e martire
- 8 agosto, san Domenico di Guzmán, fondatore dell'Ordine dei Frati Predicatori[6]
- 27 agosto, beato Domenico della Madre di Dio, passionista
- 20 dicembre, san Domenico di Silos, abate benedettino spagnolo[6]

Vi era inoltre, il 31 agosto, san Domenico del Val, detto san Domenichino, figura leggendaria di fanciullo vittima di persecuzioni ebraiche, ora rimosso dal calendario dei santi della Chiesa cattolica.

## Persone

Domenico Modugno

- Domenico di Guzmán, presbitero e santo spagnolo
- Domenico della Madre di Dio, sacerdote italiano
- Domenico Bartolucci, cardinale, compositore e direttore di coro italiano
- Domenico Beccafumi, pittore italiano
- Domenico Calcagno, cardinale e arcivescovo cattolico italiano
- Domenico Caso, dirigente sportivo, allenatore di calcio e calciatore italiano
- Domenico Cimarosa, compositore italiano
- Domenico Dragonetti, contrabbassista e compositore italiano
- Domenico Flabanico, doge della Repubblica di Venezia
- Domenico Fontana, architetto svizzero
- Domenico Ghirlandaio, pittore italiano
- Domenico Modugno, cantautore, chitarrista, attore e regista italiano
- Domenico Scarlatti, clavicembalista e compositore italiano
- Domenico Spotorno, architetto italiano
- Domenico Antonio Vaccaro, pittore, scultore, architetto e disegnatore italiano
- Domenico Veneziano, pittore italiano
- Domenico Vernagalli, religioso italiano
- Domenico Zampieri detto il Domenichino, pittore italiano

### Variante Dominique

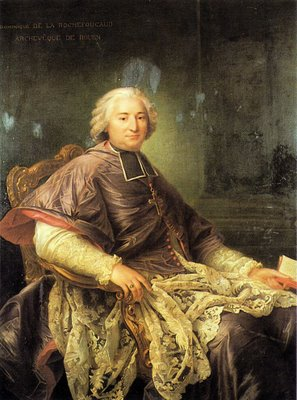
Dominique de La Rochefoucauld

- Dominique Aegerter, pilota motociclistico svizzero
- Marie-Dominique Chenu, teologo francese
- Dominique de La Rochefoucauld, arcivescovo cattolico e cardinale francese
- Dominique de Villepin, politico francese
- Dominique Fernandez, scrittore francese
- Jean-Auguste-Dominique Ingres, pittore francese
- Dominique Lapierre, scrittore francese
- Dominique Perben, politico francese
- Dominique Pire, religioso belga
- Dominique Régère, attivista francese
- Dominique Strauss-Kahn, economista e politico francese
- Dominique Wilkins, cestista e allenatore di pallacanestro statunitense

### Variante Dominic

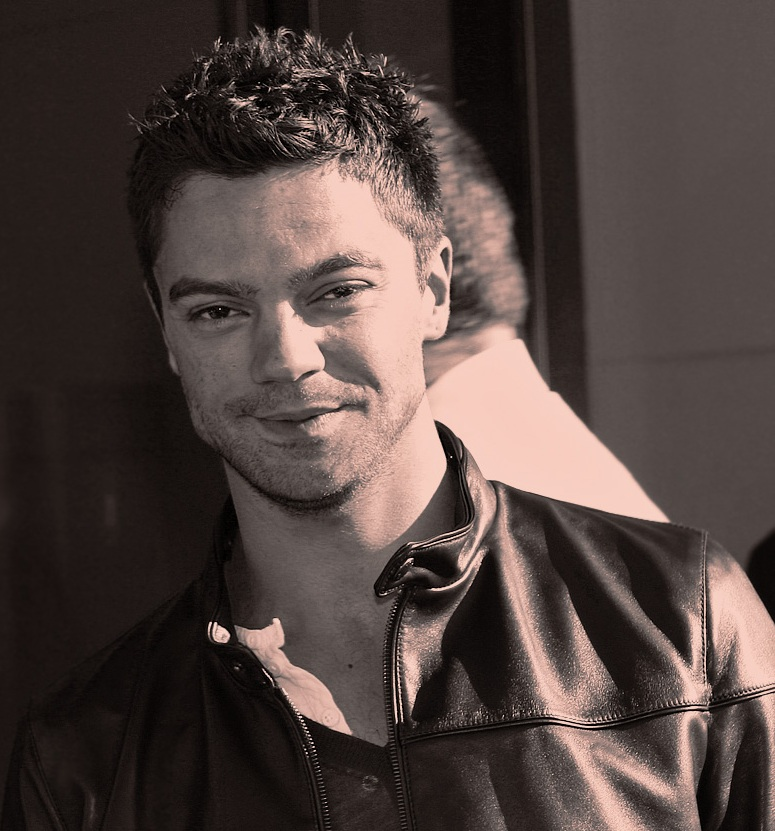
Dominic Cooper

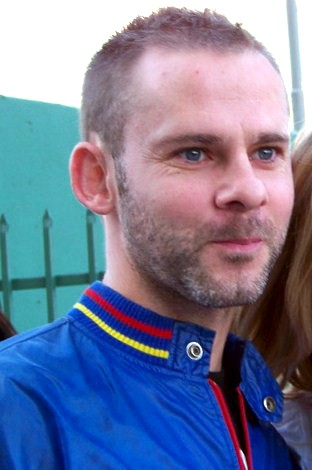
Dominic Monaghan

- Dominic Adiyiah, calciatore ghanese
- Dominic Chianese, attore e cantante statunitense
- Dominic Cooper, attore britannico
- Dominic Fumusa, attore statunitense
- Dominic Howard, batterista britannico
- Dominic Keating, attore britannico
- Dominic Monaghan, attore inglese
- Dominic Purcell, attore e produttore cinematografico britannico naturalizzato australiano
- Dominic Thiem, ex tennista austriaco
- Dominic West, attore britannico

### Variante Dominik
- Dominik Behr, schermidore tedesco

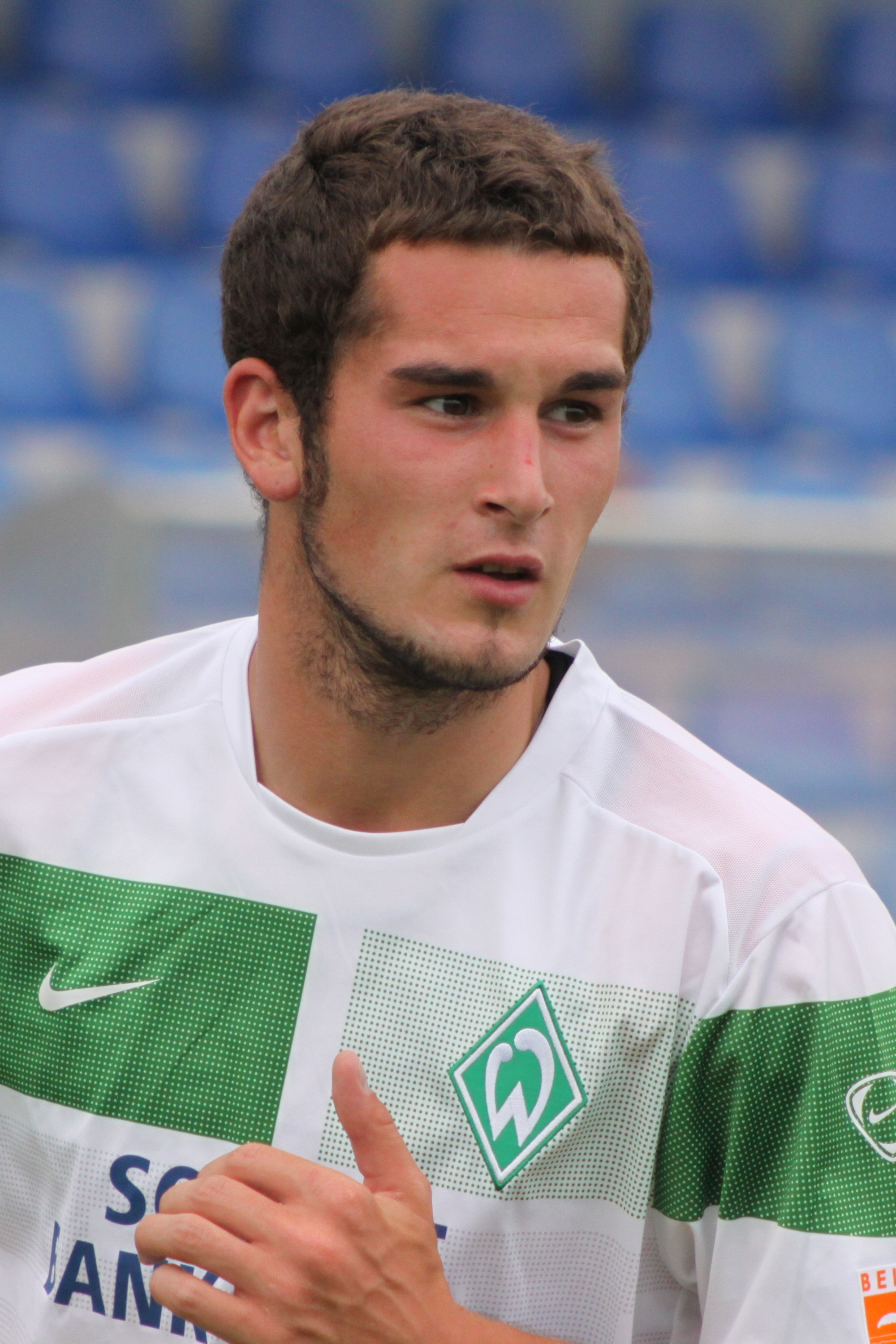
Dominik Schmidt

- Dominik Doleschal, calciatore austriaco
- Dominik Duka, arcivescovo cattolico e cardinale ceco
- Dominik Fischnaller, slittinista italiano
- Dominik Hašek, hockeista su ghiaccio ceco
- Dominik Hrbatý, tennista slovacco
- Dominik Kaiser, calciatore tedesco
- Dominik Kisiel, calciatore polacco
- Dominik Kraut, calciatore ceco
- Dominik Landertinger, biatleta austriaco
- Dominik Meichtry, nuotatore svizzero
- Dominik Paris, sciatore alpino italiano
- Dominik Reinhardt, calciatore tedesco
- Dominik Roels, ciclista su strada e pistard tedesco
- Dominik Saladin, schermidore svizzero
- Dominik Schlumpf, hockeista su ghiaccio svizzero
- Dominik Schmidt, calciatore tedesco
- Dominik Windisch, biatleta italiano

### Variante Dominick
- Dominick Argento, compositore statunitense
- Dominick Cruz, artista marziale statunitense
- Dominick Salvatore, economista italiano
- Joseph Dominick von Lamberg, cardinale austriaco

### Variante Domingo
- Domingo Báñez, teologo spagnolo

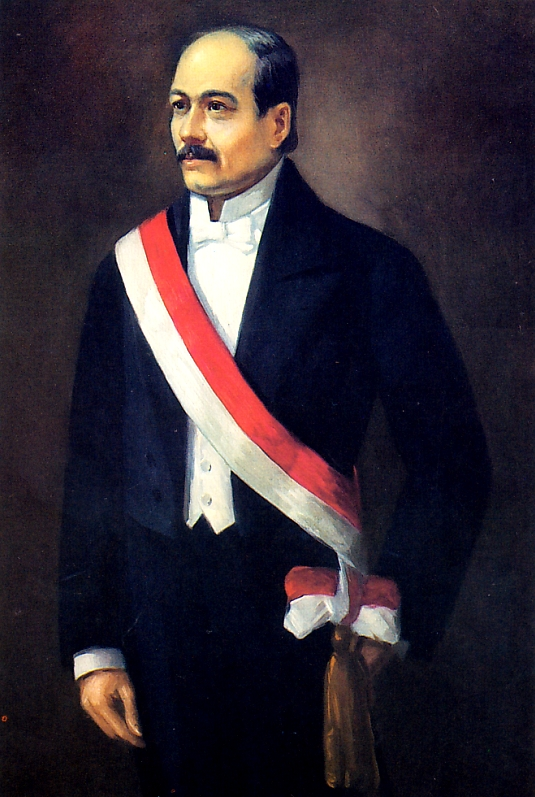
Domingo Elías

- Domingo Cavallo, economista e politico argentino
- Domingo de Bonechea, esploratore spagnolo
- Domingo Elías, politico peruviano
- Domingo Martínez de Irala, conquistador spagnolo
- Domingo Santa María, giurista, scrittore e politico cileno
- Domingo Faustino Sarmiento, politico argentino
- Domingo Tarasconi, calciatore argentino
- Domingo Miguel Bernabé Terradellas, compositore spagnolo
- Domingo Ugartechea, militare messicano

### Variante Domingos
- Domingos Castro, atleta portoghese

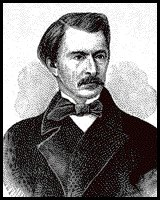
Domingos José Gonçalves de Magalhães

- Domingos Alexandre Martins Costa, calciatore portoghese
- Domingos da Guia, calciatore brasiliano
- Domingos Xavier de Lima, ammiraglio portoghese
- Domingos de Oliveira, attore e drammaturgo brasiliano
- Domingos José Gonçalves de Magalhães, medico, drammaturgo, poeta e diplomatico brasiliano
- Domingos Leite Pereira, politico portoghese
- Domingos Monteiro, avvocato, poeta e scrittore portoghese
- Domingos Nascimento dos Santos Filho, calciatore brasiliano
- Domingos Oliveira, politico portoghese
- Domingos Paciência, calciatore e allenatore di calcio portoghese

### Variante Dinko
- Dinko Dermendžiev, calciatore bulgaro
- Dinko Felić, calciatore norvegese
- Dinko Jukić, nuotatore croato naturalizzato austriaco

### Altre varianti
- Domenichino, pittore italiano

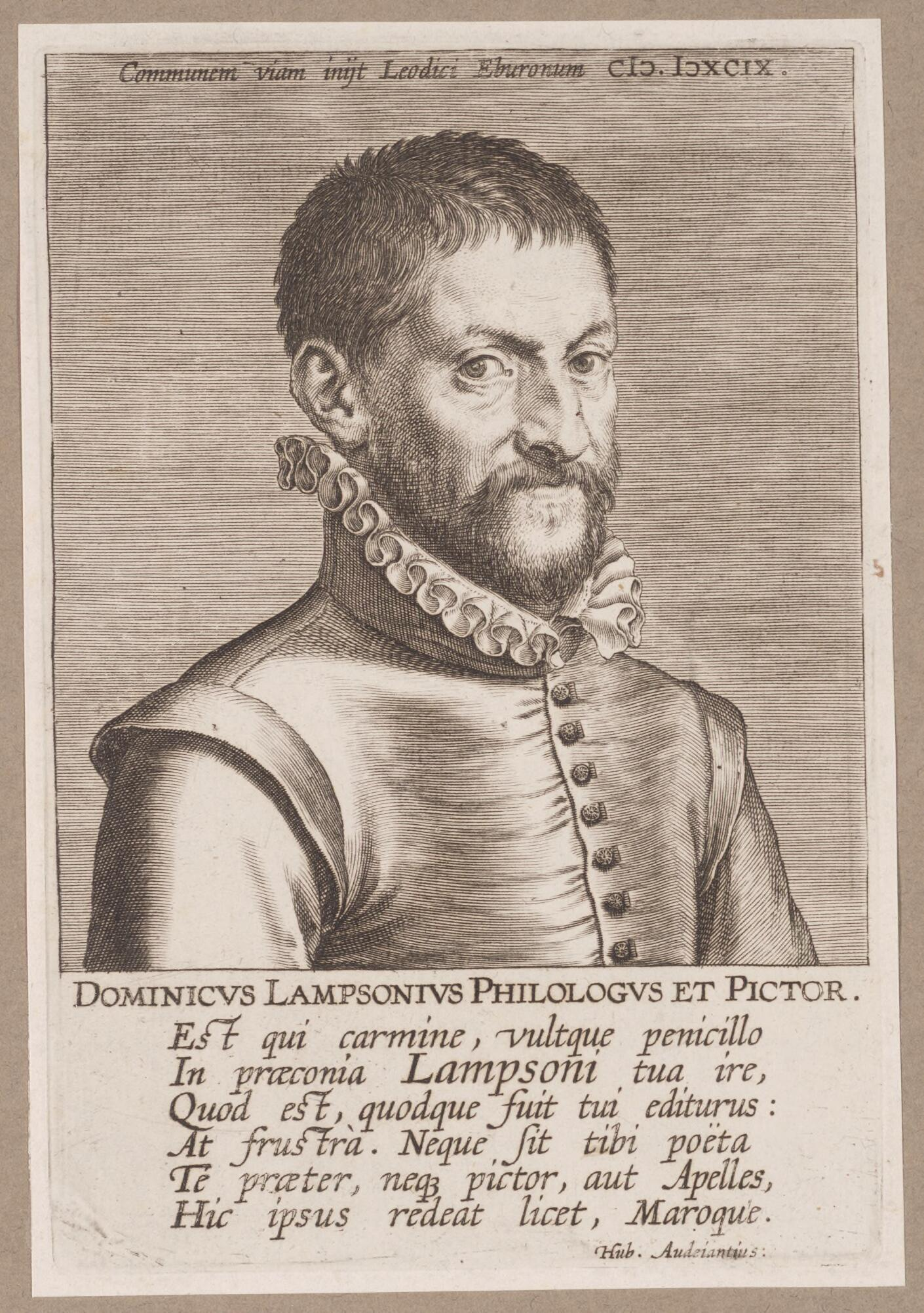
Dominicus Lampsonius

- Domènec Balmanya, calciatore e allenatore di calcio spagnolo
- Domonkos Ferjancsik, schermidore ungherese
- Domen Fratina, giocatore di calcio a 5 sloveno
- Domenic Keller, bobbista svizzero
- Dominicus Lampsonius, artista e umanista fiammingo
- Domen Lorbek, cestista sloveno
- Domenic Mediate, calciatore statunitense
- Txomin Nagore, calciatore spagnolo
- Nico Naldini, scrittore, regista e poeta italiano
- Dominikus Zimmermann, architetto tedesco

## Il nome nelle arti
- Meneghino è una maschera tradizionale milanese.
- Menico è un personaggio dei Promessi sposi di Alessandro Manzoni.
- Domenico Augello (Mimì) è un personaggio ricorrente nei romanzi di Andrea Camilleri sul commissario Montalbano, nonché nella serie televisiva che ne è tratta.
- Menego Cainello è un personaggio delle commedie di Carlo Goldoni La putta onorata e La buona moglie.
- Domenico Soriano è il protagonista maschile della commedia Filumena Marturano di Eduardo De Filippo, nonché del film Matrimonio all'italiana che ne è stato tratto nel 1964 per la regia di Vittorio De Sica.
- Domenico Petruzzelli è il protagonista del film del 1981 Cornetti alla crema, diretto da Sergio Martino.
- Dominique Bretodeau è un personaggio del film del 2011 Il favoloso mondo di Amélie, diretto da Jean-Pierre Jeunet.
- Dominic Toretto è un personaggio della serie di film Fast and Furious.
- Domenico Cesaroni (Mimmo) è un personaggio della serie televisiva I Cesaroni.
- Domenico Pucci è il nome di nascita di Weather Report, personaggio di Le bizzarre avventure di JoJo.
- Dominick Marone è un personaggio della soap opera Beautiful.